# Stampede
Stampede es el segundo álbum de estudio del supergrupo de heavy metal Hellyeah. El álbum estuvo disponible el 29 de junio como una descarga de MP3 a los fanes que preordenó. El video musical de "Cowboy Way" se estrenó el 20 de mayo de 2010. El primer sencillo, "Hell of a Time", fue lanzado el 1 de junio de 2010. El video musical de "Hell of a Time" se estrenó el 16 de junio de 2010. La canción, "The Debt That All Men Pay" se estrenó el ultimateguitar.com el 22 de junio de 2010. El álbum debutó en el # 8 en el Billboard 200, por lo que es su álbum más alto-trazado hasta la fecha.

## Lista de canciones
| Stampede |                             |          |  |
| N.º      | Título                      | Duración |  |
| 1.       | «Cowboy Way»                | 3:44     |  |
| 2.       | «The Debt That All Men Pay» | 3:10     |  |
| 3.       | «Hell of a Time»            | 3:39     |  |
| 4.       | «Stampede»                  | 3:07     |  |
| 5.       | «Better Man»                | 4:31     |  |
| 6.       | «It's On!»                  | 3:44     |  |
| 7.       | «Pole Rider»                | 3:21     |  |
| 8.       | «Cold as a Stone»           | 3:28     |  |
| 9.       | «Stand or Walk Away»        | 4:49     |  |
| 10.      | «Alive and Well»            | 3:17     |  |
| 11.      | «Order of the Sun»          | 4:23     |  |

## Posicionamiento
| Listas (2010)           | Organismo | Posiciones | Certificaciones | Ventas |
| ----------------------- | --------- | ---------- | --------------- | ------ |
| U.S. Billboard 200      | Billboard | 8          | -               | -      |
| Australian Albums Chart | ARIA      | 42         | -               | -      |

## Personal
- Chad Gray – voz
- Greg Tribbett – guitarra
- Tom Maxwell – guitarra
- Bob Zilla – Bajo
- Vinnie Paul – batería

- Datos: Q1773651